# (474031) 2016 GV161
(474031) 2016 GV161 es un asteroide perteneciente al cinturón de asteroides, descubierto el 26 de marzo de 2007 por el equipo del Mount Lemmon Survey desde el Observatorio del Monte Lemmon, Arizona, Estados Unidos.

## Designación y nombre
Designado provisionalmente como 2016 GV16.

## Características orbitales
2016 GV161 está situado a una distancia media del Sol de 2,757 ua, pudiendo alejarse hasta 3,205 ua y acercarse hasta 2,309 ua. Su excentricidad es 0,162 y la inclinación orbital 12,41 grados. Emplea 1672 días en completar una órbita alrededor del Sol.

## Características físicas
La magnitud absoluta de 2016 GV161 es 16,238.